# فرقة بانزر إس إس الثانية داس رايخ
فرقة بانزر إس إس الثانية "داس رايخ" (بالألمانية: 2. SS-Panzerdivision "Das Reich")‏ SS-Panzerdivision "Das Reich")  كانت واحدة من 38 فرقة تابعة لفافن إس إس الألمانية النازية خلال الحرب العالمية الثانية. خدمت داس رايخ خلال غزو فرنسا وشاركت في عدة معارك كبرى على الجبهة الشرقية، بما في ذلك معركة بروخوروفكا ضد جيش الدبابات الخامس في معركة كورسك. ثم تم نقلها إلى الغرب وشاركت في القتال في نورماندي ومعركة الثغرة، منهية الحرب في المجر والنمسا. ارتكب داس رايخ مجازر أورادور سور غلان وتول.

## التاريخ العملياتي
في أغسطس 1939 وضع أدولف هتلر لايبشتاندارته أدولف هتلر وإس إس-فافوغن شتوبر (SS-VT) تحت قيادة القيادة العليا للجيوش الألمانية. أثارت الأحداث خلال غزو بولندا الشكوك حول الفعالية القتالية لSS-VT. أصر هيملر على أنه ينبغي السماح لـ SS-VT بالقتال في تشكيلاتها الخاصة تحت قيادتها الخاصة، بينما حاولت القيادة العليا للفيرماخت حل SS-VT بالكامل. كان هتلر غير راغب في إحباط الجيش أو هيملر، واختار الخيار الثالث. وأمر أن تكون SS-VT لها تشكيلاتها الخاصة بها ولكن أن تكون هذه التشكيلات تحت قيادة الجيش. 

## جرائم حرب

### قتل اليهود في مينسك
ساعدت وحدة دعم من قسم داس رايخ مجموعة إبادة أينزاتسغروبن في ذبح 920 يهودي بالقرب من مينسك في سبتمبر 1941. 

## القادة

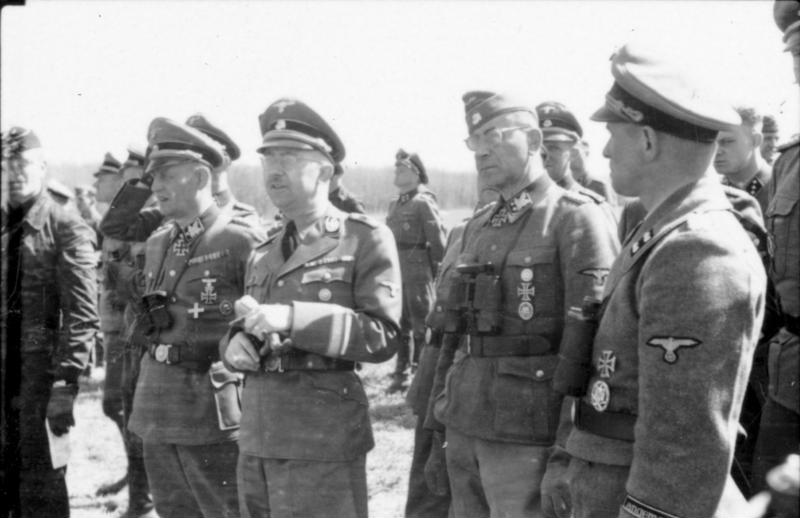
والتر كروغر وهاينريش هيملر وباول هاوسيه بالقرب من خاركوف، الاتحاد السوفيتي، أبريل 1943

| Name | Took office                   | Left office                                           | Party            | Party            |                 |
| ---- | ----------------------------- | ----------------------------------------------------- | ---------------- | ---------------- | --------------- |
| 1    | باول هاوسيه                   | SS-Obergruppenführer باول هاوسيه (1880–1972)          | 19 October 1939  | 14 October 1941  | 1 سنة و360 أيام |
| 2    | فيلهلم بيترش                  | SS-Brigadeführer فيلهلم بيترش (1894–1979)             | 14 October 1941  | 31 December 1941 | 78 أيام         |
| 3    | ماتياس كلاينهيستركامب         | SS-Brigadeführer ماتياس كلاينهيستركامب (1893–1945)    | 31 December 1941 | 19 April 1942    | 109 أيام        |
| 4    | Georg Keppler                 | SS-Gruppenführer Georg Keppler (1894–1966)            | 19 April 1942    | 10 February 1943 | 297 أيام        |
| 5    | Herbert-Ernst Vahl            | SS-Brigadeführer Herbert-Ernst Vahl (1896–1944)       | 10 February 1943 | 18 March 1943    | 36 أيام         |
| 6    | Kurt Brasack (de)             | SS-Standartenführer Kurt Brasack (1892–1978)          | 18 March 1943    | 3 April 1943     | 16 أيام         |
| 7    | والتر كروغر                   | SS-Gruppenführer والتر كروغر (1890–1945)              | 3 April 1943     | 23 October 1943  | 203 أيام        |
| -    | Christian Tychsen [لغات أخرى]‏ | SS-Obersturmbannführer Christian Tychsen ‏ (1910–1944) | 24 July 1944     | 28 July 1944     | 4 أيام          |
| -    | أوتو باوم                     | SS-Oberführer أوتو باوم (1911–1998)                   | 28 July 1944     | 23 October 1944  | 87 أيام         |
| 8    | Heinz Lammerding              | SS-Brigadeführer Heinz Lammerding (1905–1971)         | 23 October 1944  | 20 January 1945  | 89 أيام         |
| 9    | Karl Kreutz                   | SS-Standartenführer Karl Kreutz (1909–1997)           | 20 January 1945  | 4 February 1945  | 15 أيام         |
| 10   | Werner Ostendorff             | SS-Gruppenführer Werner Ostendorff (1903–1945)        | 4 February 1945  | 9 March 1945     | 33 أيام         |
| 11   | رودلف ليمان                   | SS-Standartenführer رودلف ليمان (1914–1983)           | 9 March 1945     | 13 April 1945    | 35 أيام         |
| (9)  | Karl Kreutz                   | SS-Standartenführer Karl Kreutz (1909–1997)           | 13 April 1945    | 8 May 1945       | 25 أيام         |

### اقتباسات
1. ↑  Official designation in German language as to „Bundesarchiv-Militärarchiv“ in فرايبورغ, stores of the فيرماخت and فافن إس إس.
2. ↑  Flaherty 2004.
3. ↑  Hastings 2013.